# Lillasjö (Hångers socken, Småland)
Lillasjö är en sjö i Värnamo kommun i Småland och ingår i Lagans huvudavrinningsområde.